# Helene Granitsch
Helene Granitsch (geboren als Helena Margaretha Carolina Mündl 8. Juni 1876 in Wien, Österreich-Ungarn; gestorben 11. Februar 1956 in Portland, Oregon, USA) war eine österreichisch-US-amerikanische Schriftstellerin und führend in der Frauenbewegung.

## Leben
Helene Granitsch, Tochter von Norbert Mündl, einem kaiserlich-königlichen Hofbeamten (1832–1888) und Cousin Adalbert Stifters, absolvierte nach Vollendung der Mittelschule die Lehrerbildungsanstalt zu St. Anna in Wien und nahm Schauspielunterricht in der Redeschule des Burgtheaterschauspielers Bernhard Baumeister.
Granitsch war zwischen 1899 und 1917 mit dem Juristen Robert Granitsch (1865–1937)  verheiratet, einem Sohn des Juristen und Politikers Georg Granitsch und Bruder der Malerin Susanne Granitsch. Das Paar hatte drei Töchter.

## Wirken
Granitsch begann ihr soziales Engagement 1901 im Bereich Public Relations (damals noch „Propaganda“) für den Mütter- und Säuglingsschutz und wurde erste Vizepräsidentin des von ihr und Prof. Th. Escherich 1902 gegründeten Verbandes für Mutter- und Säuglingsschutz. Sie gründete und organisierte den Verein „Säuglingsschutz“ (1903), die erste Säuglingsabteilung im Sankt Anna-Kinderspital und die erste Säuglingspflegerinnenschule.
1911 bis 1920 war Granitsch Vorsitzende der „Reichsorganisation der Hausfrauen Österreichs“. Sie setzte sich für die Gleichberechtigung der Frauen ein, arbeitete gemeinsam mit Berta von Suttner in der österreichischen Friedensgesellschaft mit und beteiligte sich am Aufbau der österreichischen Frauenbewegung.
1914 schuf sie gemeinsam mit anderen Vereinen die „Kriegspatentschaft“, deren Vizepräsidentin sie bis 1920 war. Sie war 1911 bis 1920 Präsidentin des von ihr gegründeten „Wirtschaftsverbands der geistigen Arbeiter und des Mittelstandes“ und Gründerin der „Internationalen Hilfe für geistige Arbeit“. Nach dem Ersten Weltkrieg war Granitsch Vizepräsidentin der von ihr mitbegründeten Österreichischen Frauenpartei und in dieser Funktion 1928 Mitglied des „Consultativen Frauen-Völkerbundkomitees“ in Genf.
Außerdem befasste Granitsch sich mit Fragen des Internationalen Fremdenverkehrs und gründete nach englischem und französischem Vorbild den „Willkommensclub“, der später in der Fremdenverkehrssektion „Willkommen in Österreich“ der von Marianne Hainisch gegründeten Österreichischen Frauenschaft, deren (Ehren-)Präsidentin Granitsch seit 1930 war, weitergeführt wurde. Im Rahmen dieser Frauenvereinigung wurden Vorträge zu sozialen und wirtschaftspolitischen, aber auch künstlerischen Themen gehalten, Empfänge und Reisen organisiert und ein reger internationale Austausch mit Wissenschaftlerinnen und Wissenschaftlern gepflegt.
Ferner war Granitsch Ehrenpräsidentin des Vereines „Deutsche Frauenhilfe“ in Salzburg, Ehrenmitglied der Gesellschaft bildender Künstlerinnen in Wien, Mitglied zahlreicher sozialer und kultureller Vereinigungen wie dem Kulturbund, der Amerikanisch-Österreichischen Gesellschaft, der Politischen Gesellschaft oder der Organisation der Wiener Presse sowie Verwaltungsrat der „Mittella“ und der „Akreva“ Ges. m. b. H., an deren Gründung sie beteiligt war.
Granitsch war nach nationalsozialistischer Ideologie „Halbjüdin“, 1938 flüchtete sie in die USA, wo sie sich ebenfalls in der Frauenbewegung betätigte und in Washington in den „Women worlds council“ gewählt wurde. 1944 nahm sie die US-amerikanische Staatsbürgerschaft an.
Als Schriftstellerin widmete Granitsch sich hauptsächlich der Frauenfrage und redigierte das „Buch der Frau“.

## Auszeichnungen
1951 anlässlich ihres 75. Geburtstages erhielt Granitsch den Ehrentitel Vizepräsidentin der „World Womens Party“.

## Veröffentlichungen
- Teuerung! Erweiterter Abdruck aus der Wiener Mode. Ges. f. graph. Industrie, Wien 1912.
- Kriegsdienstleistung der Frauen. Hugo Heller, Wien 1915.
- Die Milch mit besonderer Berücksichtigung der Wiener Milchversorgung. Joh. N. Vernay, Wien 1915.
- Krieg und Luxus. Wien 1917.